# Roztoky (Šestajovice)
Roztoky (německy Rostok) jsou malá vesnice, část obce Šestajovice v okrese Náchod. Nachází se asi 2,5 kilometru východně od Šestajovic. V roce 1890 měla ves 21 domů, mlýn a 119 obyvatel (všichni české národnosti). Roztoky leží v katastrálním území Roztoky nad Metují o rozloze 1,35 km².

## Exulanti
V době pobělohorské během slezských válek emigrovaly z náboženských důvodů celé rodiny do pruského Slezska. Z Roztok uprchl: Jan Franc (* 1699), chalupník a krejčí z Roztok, vůdčí osobnost opočenské rebelie (1732). Byl jedním z delegace opočenských, kteří jeli v září 1732 do Hennersdorfu za kazatelem Janem Liberdou. Na potlačení opočenského povstání bylo povoláno vojsko a Jan Franc uprchl s Mikulášem Švorcem z Rohenic do Lužice. Brzy se ale vrátil, dál organizoval tajná shromáždění a dne 19.12.1732 byl zatčen a vyslýchán v Dobrušce. V té době mu bylo 33 let, byl ženatý a měl dvě děti. Jan Franc byl donucen 5.2.1736 podepsat zřeknutí se víry, stejně jako mnoho jiných „kacířů“ opočenského panství. V roce 1742 emigroval podruhé, s manželkou a syny Václavem (17 let) a Janem (5 let), do Münsterbergu v pruském Slezsku. Odtamtud odešel do nově zakládané české exulantské obce Husinec. Patří mezi zakladatele této obce.

## Přírodní poměry
Jihozápadně od vesnice se nachází přírodní rezervace Šestajovická stráň.